# Santa Cruz, Marinduque

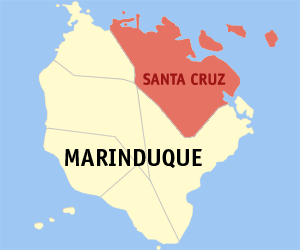
Bản đồ Marinduque với vị trí của Santa Cruz

Santa Cruz là một đô thị hạng 2 ở tỉnh Marinduque, Philippines. Theo điều tra dân số năm 2000 của Philipin, đô thị này có dân số 60.055 người trong 12.014 hộ.

## Các đơn vị hành chính
Santa Cruz được chia ra 55 barangay.
| - Alobo - Angas - Aturan - Bagong Silang Pob. (2nd Zone - Baguidbirin - Baliis - Balogo - Banahaw Pob. (3rd Zone Pob.) - Bangcuangan - Banogbog - Biga - Botilao - Buyabod - Dating Bayan - Devilla - Dolores - Haguimit - Hupi - Ipil | - Jolo - Kaganhao - Kalangkang - Kamandugan - Kasily - Kilo-kilo - Kiñaman - Labo - Lamesa - Landy(perez) - Lapu-lapu Pob. (5th Zone) - Libjo - Lipa - Lusok - Maharlika Pob. (1st Zone) - Makulapnit - Maniwaya - Manlibunan | - Masaguisi - Masalukot - Matalaba - Mongpong - Morales - Napo (Malabon) - Pag-Asa Pob. (4th Zone) - Pantayin - Polo - Pulong-Parang - Punong - SALUMANGI - San Antonio - San Isidro - Tagum - Tamayo - Tambangan - Tawiran - Taytay |